# Schistostoma
Schistostoma is een geslacht van insecten uit de familie van de dansvliegen (Empididae), die tot de orde tweevleugeligen (Diptera) behoort.

## Soorten
- S. discretum Collin, 1949
- S. nigrosetosum Chvala, 1987
- S. thalhammeri Chvala, 1987
- S. truncatum (Loew, 1864)